# Agua de Pozol
Agua de Pozol är en ort i Mexiko.   Den ligger i kommunen Huautla de Jiménez och delstaten Oaxaca, i den sydöstra delen av landet, 280 km sydost om huvudstaden Mexico City. Agua de Pozol ligger 1 285 meter över havet och antalet invånare är 201.
Terrängen runt Agua de Pozol är kuperad åt sydost, men åt nordväst är den bergig. Runt Agua de Pozol är det ganska tätbefolkat, med 120 invånare per kvadratkilometer. Närmaste större samhälle är Huautla de Jiménez, 11,2 km sydväst om Agua de Pozol. I omgivningarna runt Agua de Pozol växer i huvudsak städsegrön lövskog.